# The Holographic Principle
The Holographic Principle es el séptimo álbum de estudio de la banda neerlandesa de metal sinfónico Epica. La idea detrás del álbum es que el universo es un holograma generado digitalmente. La vocalista Simone Simons indicó que la banda había estado escribiendo desde hace un año, lo cual resultó en 27 canciones. Estas se redujeron a dieciocho de las sesiones de grabación y luego a doce que se ofrecen en el álbum. Las seis canciones adicionales se dejaron para una versión posterior.
El primer sencillo, "Universal Death Squad", fue dado a conocer el 29 de julio de 2016, la canción trata sobre "una legión de robots que avanzan con la convicción de matar".
La canción "Edge of the Blade" fue coescrita por el guitarrista Isaac Delahaye y la vocalista Simone Simons y fue lanzado como segundo sencillo el 8 de septiembre de 2016, acompañado por un vídeo producido por Panda Productions.

## Recepción de la crítica
The Holographic Principle recibió críticas positivas de varios críticos, incluyendo un 8 de 10 de Ultimate Guitar Archive.

## Lista de canciones
| N.º | Título                                                            | Letras        | Música               | Duración |  |
| 1.  | «Eidola»                                                          | Mark Jansen   | Jansen, Coen Janssen | 2:39     |  |
| 2.  | «Edge of the Blade»                                               | Simone Simons | Isaac Delahaye       | 4:34     |  |
| 3.  | «A Phantasmic Parade»                                             | Simons        | Ariën van Weesenbeek | 4:36     |  |
| 4.  | «Universal Death Squad»                                           | Jansen        | Delahaye             | 6:38     |  |
| 5.  | «Divide and Conquer»                                              | Jansen        | Jansen               | 7:48     |  |
| 6.  | «Beyond the Matrix»                                               | Jansen        | Delahaye             | 6:26     |  |
| 7.  | «Once Upon a Nightmare»                                           | Simons        | Janssen              | 7:08     |  |
| 8.  | «The Cosmic Algorithm»                                            | Jansen        | Delahaye             | 4:54     |  |
| 9.  | «Ascension - Dream State Armageddon»                              | Jansen        | Rob van der Loo      | 5:16     |  |
| 10. | «Dancing in a Hurricane»                                          | Simons        | Janssen              | 5:26     |  |
| 11. | «Tear Down Your Walls»                                            | Jansen        | Jansen               | 5:03     |  |
| 12. | «The Holographic Principle - A Profound Understanding of Reality» | Jansen        | Jansen               | 11:35    |  |

| Bonus tracks |                                          |        |        |          |  |
| N.º          | Título                                   | Letras | Música | Duración |  |
| 13.          | «Beyond the Good, The Bad and the Ugly»  |        |        |          |  |
| 14.          | «Dancing in a Gypsy Camp»                |        |        |          |  |
| 15.          | «Immortal Melancholy - Acoustic Version» |        |        |          |  |
| 16.          | «The Funky Algorithm»                    |        |        |          |  |
| 17.          | «Universal Love Squad»                   |        |        |          |  |

## Miembros en la grabación

### Banda
- Mark Jansen – guturales, arreglos orquestales, guitarra rítmica
- Coen Janssen – teclados, piano, sintetizador, orquestal y arreglos del coro, Glockenspiel, Xilófono y campanas tubulares adicionales
- Simone Simons – voces, principal y de respaldo
- Ariën van Weesenbeek – batería, timpani, palabras habladas (pista 9)
- Isaac Delahaye – guitarra líder, arreglos orquestales, mandolin, balalaika, bouzouki, ukelele adicional
- Rob Van der Loo – Bajo

### Músicos adicionales
- Linda Janssen, Marcela Bovio – voces de respaldo (todas las pistas estándares)
- Cato Janssen – Voz de niña (Eidola)
- Paul Babikian – La voz del rey (Once Upon a Nightmare)
- PA'dam Chamber Choir
- Ben Mathot, Ian De Jong, Sabine Poiesz, Floortje Beljon, Loes Dooren, Vera Van Der Bie, Marieke De Bruijn – violín
- Mark Mulder, Frank Goossens – viola
- René Van Munster, Geneviève Verhage, Eilidh Martin – chelo
- Jurgen Van Nijnatten, Marnix Coster – trompeta
- Henk Veldt, Alex Thyssen – cuerno francés
- Paul Langerman, Lennart De Winter – trombón
- Jeroen Goossens – Flauta, piccolo, fagot
- Thijs Dapper – Oboe, oboe d'amore
- Jack Pisters – sitar

### Producción
- Joost Van Den Broek – Grabación, edición, ingeniería, mezcla, arreglos orquestales, producción
- Jacob Hansen, Darius Van Helfteren – mezcla, mastering
- Stefan Heilemann – Portada del Álbum, diseño de cubierta, ilustración
- Gjalt Lucassen, Jaap Toorenaar – traducción latina
- Jos Driessen – Edición, ingeniería

- Engineered, producido, mezclado y grabado en Sandlane Recording Facilities Studio, Looiersveld 35, 5121 KC Rijen, Netherlands

## Posicionamiento
| Listas 2016 por país                | Mejor posición |
| ----------------------------------- | -------------- |
| Australia (ARIA)                    | 46             |
| Austria (Ö3 Austria)                | 21             |
| Bélgica (Ultratop Flanders)         | 12             |
| Bélgica (Ultratop Wallonia)         | 24             |
| Países Bajos (MegaCharts)           | 4              |
| Finlandia (Suomen virallinen lista) | 26             |
| Francia (SNEP)                      | 26             |
| Alemania (Offizielle Top 100)       | 9              |
| Hungría (MAHASZ)                    | 21             |
| Italia (FIMI)                       | 26             |
| Portugal (AFP)                      | 25             |
| Escocia (OCC)                       | 27             |
| España (PROMUSICAE)                 | 32             |
| Suiza (Schweizer Hitparade)         | 8              |
| Reino Unido (OCC)                   | 46             |
| EE. UU. Billboard 200               | 139            |